# Gare de Seojeongni
La gare de Seojeongni (hangeul : 서정리 ; hanja : 西井里) est une gare ferroviaire de la ligne ligne Gyeongbu. Elle est située au 51 Tanhyeon-ro, dans le quartier Seojeong-dong de la ville Pyeongtaek-si, dans la province Gyeonggi-do, au sud-ouest de la ville de Séoul en Corée du Sud.
Ouverte en 1905, elle est desservie par des trains Mugunghwa-ho de Korail. 

## Situation ferroviaire
La gare de Seojeongni est située sur la ligne Gyeongbu, entre la gare d'Osan et la gare de Pyeongtaek. Elle est en correspondance avec la station Seojeongni desservie par la ligne 1 du métro de Séoul.

## Histoire
La gare d'origine est mise en service le 1er janvier 1905, lors de l'ouverture à l'exploitation de la ligne Gyeongbu. Un nouveau bâtiment est achevé à la fin de l'année 1932,.
La refonte des installations de la gare s'achève le 10 septembre 1971. Elle est officialisée comme gare de réception d'anthracite au début de l'année 1994.
La nouvelle gare, construite sur fonds privés, est mise en service le 20 janvier 2005 et elle devient une gare de correspondance avec la station  Seojeongni de la ligne 1 du métro de Séoul.

## Service des voyageurs

### Accueil
La gare est située au 51 Tanhyeon-ro, dans le quartier Seojeong-dong. Elle utilise une partie du bâtiment qui abrite également les installations de la station du métro et des magasins et lieux de restauration. L'étage situé au dessus des voies, établies en surface, permet les accès aux quais des trains voyageurs Korail. et les correspondances sont facilitées avec la station du métro en surface (L1).

### Desserte
Gare  de Seojeongni est desservie par des trains voyageurs qui circulent sur la ligne, notamment Mugunghwa-ho, qui utilisent les deux quais centraux 3-4 et 5-6.

### Intermodalité
La gare est en correspondance : avec la station Seojeongni, en surface, de la ligne 1 du métro de Séoul : les quais extérieurs 1-2 et 7-8. Des arrêts de bus sont situés à proximité.